# Hippoporella labiata
Hippoporella labiata är en mossdjursart som beskrevs av Hayward och Cook 1983. Hippoporella labiata ingår i släktet Hippoporella och familjen Hippoporidridae. Inga underarter finns listade i Catalogue of Life.